# Chiastocaulon dendroides
Chiastocaulon dendroides är en bladmossart som först beskrevs av Christian Gottfried Daniel Nees von Esenbeck, och fick sitt nu gällande namn av Helmut Carl. Chiastocaulon dendroides ingår i släktet Chiastocaulon och familjen Plagiochilaceae. Inga underarter finns listade i Catalogue of Life.